# Calamagrostis pringlei
Calamagrostis pringlei är en gräsart som beskrevs av William James Beal. Calamagrostis pringlei ingår i släktet rör, och familjen gräs. Inga underarter finns listade i Catalogue of Life.